# Вехтер, Илья Беньяминович
Илья Беньяминович Вехтер (род. 22 октября 1969, Кишинёв) — американский физик, профессор отделения физики Университета штата Луизиана (2015). Действительный член Американского физического общества (2015).

## Биография
Сын физикохимика Беньямина Гершевича Вехтера. Окончил физико-химический факультет Московского физико-технического института. С 1991 года — в США. В 1993 году окончил магистратуру в Брауновском университете. Диссертацию доктора философии по физике защитил в 1998 году в Брауновском университете. Проходил постдокторантуру в Гуэлфском университете (1997—2000) и в Лос-Аламосской национальной лаборатории (2000—2003).
С 2004 года работает на отделении физики и астрономии Университета штата Луизиана в Батон-Руже (с 2010 года доцент, с 2015 года профессор).
Основные научные труды в области физики конденсированного состояния, эмерджентных свойств электронных систем, в частности металлов, сверхпроводимости.